# برجس (کارولینای جنوبی)
برجس (به انگلیسی: Burgess) یک منطقهٔ مسکونی در ایالات متحده آمریکا است که در شهرستان هاری، کارولینای جنوبی واقع شده‌است.